# Vevčani
Vevčani (Macedonisch: Вевчани) is een gemeente en een dorp in Noord-Macedonië.
Vevčani telt 2433 inwoners (2002). De oppervlakte bedraagt 22,8 km², de bevolkingsdichtheid is 106,7 inwoners per km². Het dorp ligt op de top van een heuvel op 890m hoogte.

## Carnaval
Vevčani is bekend om zijn 14 eeuwen oude carnaval, gewijd aan de heilige Basilius van Caesarea, dat elk jaar op 13 en 14 januari wordt gevierd om het nieuwe jaar te vieren volgens de Juliaanse jaartelling met traditionele muziek gespeeld op onder andere zurla's en tapan. De deelnemers zijn verkleed als duivels, demonen of andere mythische figuren getooid met maskers.

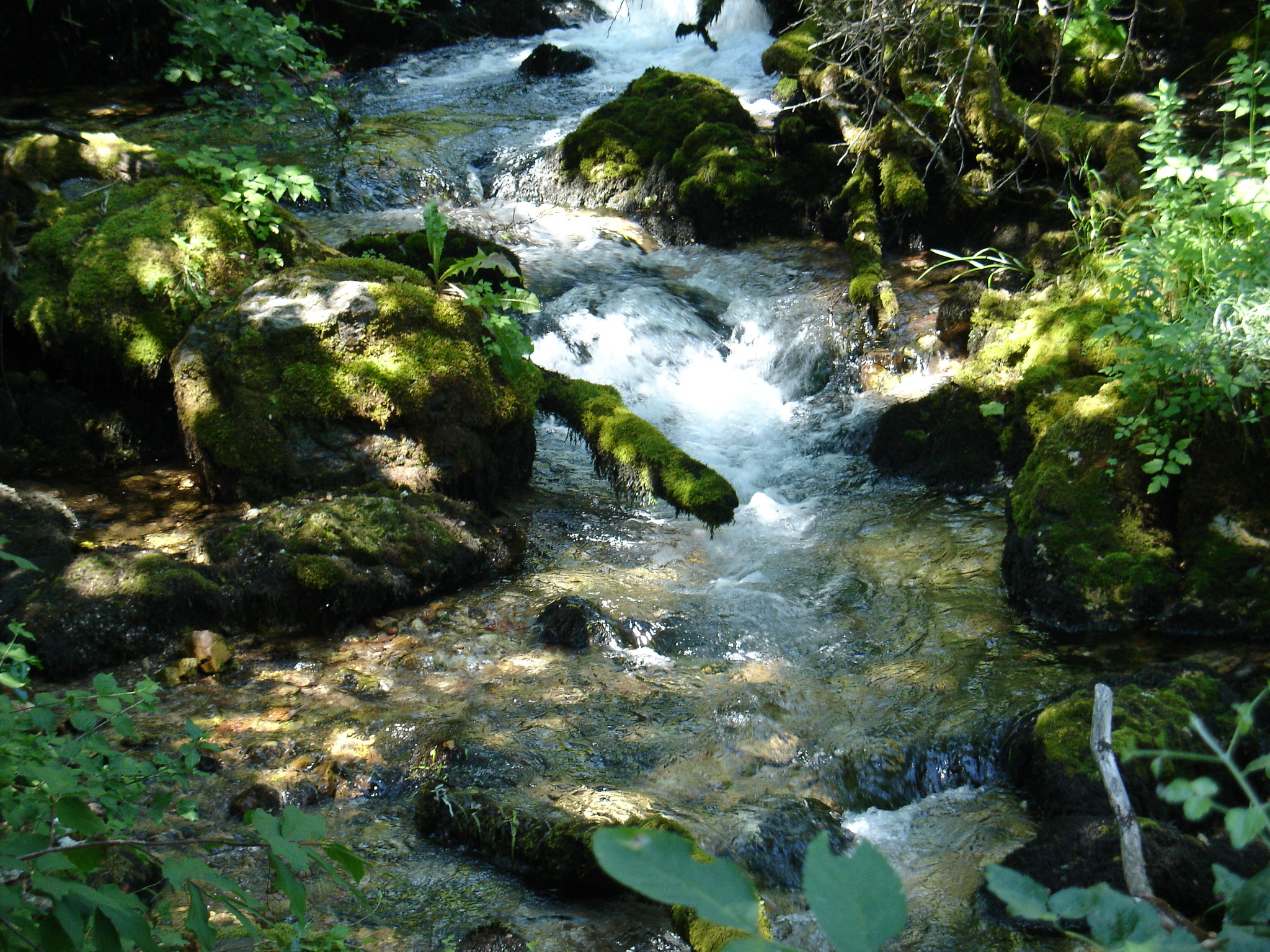
De bronnen van Vevčani